# Јаворје при Габровки
Јаворје при Габровки (словен. Javorje pri Gabrovki) је насељено место у општини Литија, Засавска регија, Словенија.

## Историја
До територијалне реорганизације у Словенији било је у саставу старе општине Литија.

## Становништво
У попису становништва из 2011. године, Јаворје при Габровки је имало 36 становника.
| Број становника према пописима | Број становника према пописима | Број становника према пописима |
| ------------------------------ | ------------------------------ | ------------------------------ |
| 1991                           | 2002                           | 2011                           |
| 46                             | 37                             | 36                             |

Напомена: До 1953. исказивано под именом Јаворје.